# Острів Зелений (Корсунь-Шевченківський)
О́стрів Зеле́ний — острів на річці Росі в межах міста Корсуня-Шевченківського, відзначається мальовничістю; геологічна пам'ятка природи місцевого значення.
Утворений в результаті природної течії річки Росі й розташований посередині її русла між греблею гідроелектростанції і мостом (100 м нижче мосту). Є великим (площа острова — 0,5 га) відокремленим підвищенням з рожево-сірого граніту рапаківі, вкритий рослинністю.
Через острів Зелений у XVIII—XIX століттях був перекинутий дерев'яний міст, по якому проходила військово-караванна дорога.
Острів є геологічною пам'яткою України геоморфологічного типу (рішення Черкаського облвиконкому від 13 червня 1975 року # 288).
У 1982 році на острові був встановлений пам'ятний знак «Містам-форпостам Київської Русі», більш відомий за народною назвою «пам'ятник Росичу» (автори — скульптор Е. Кунцевич та архітектор М. Микитенко).

## Галерея

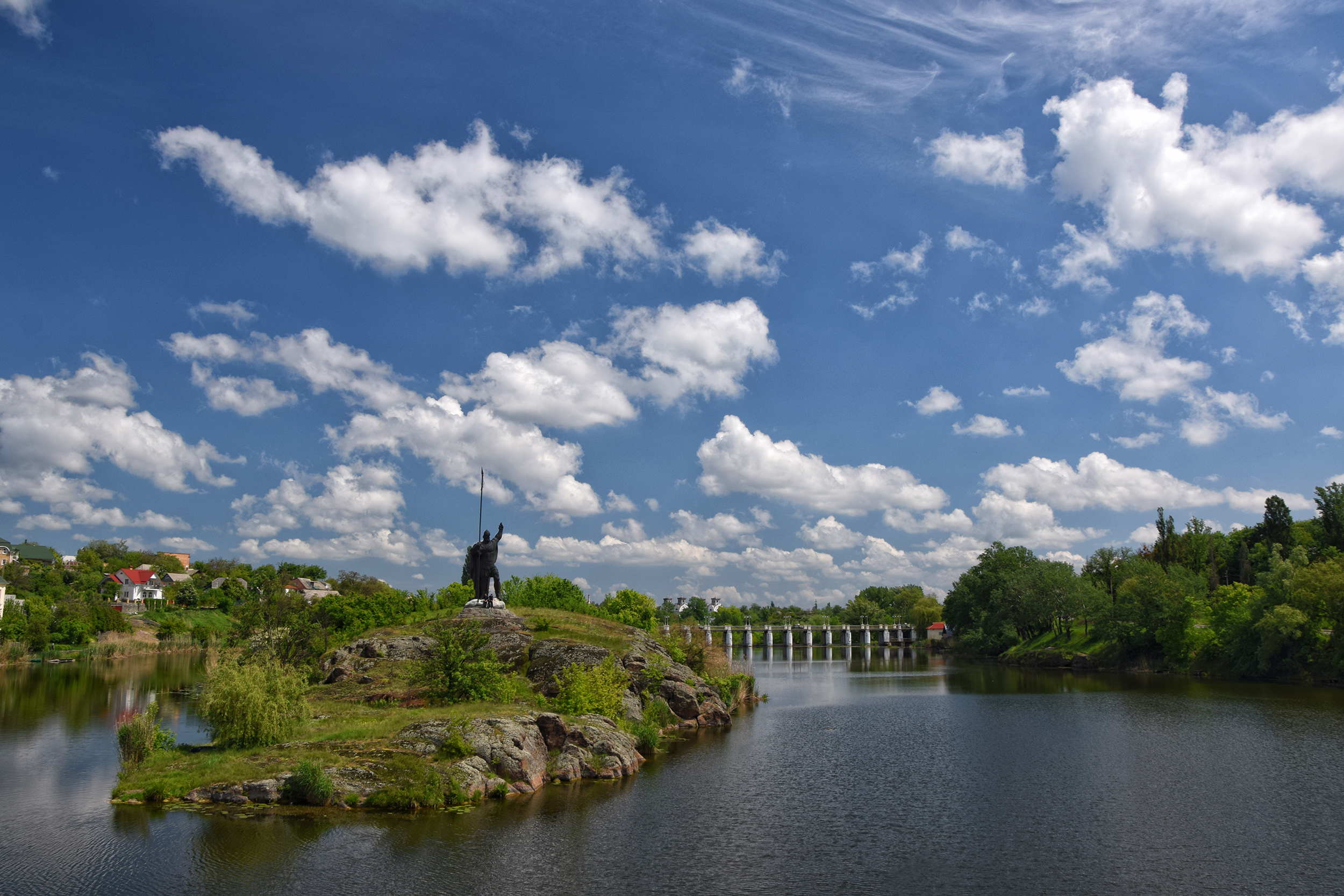
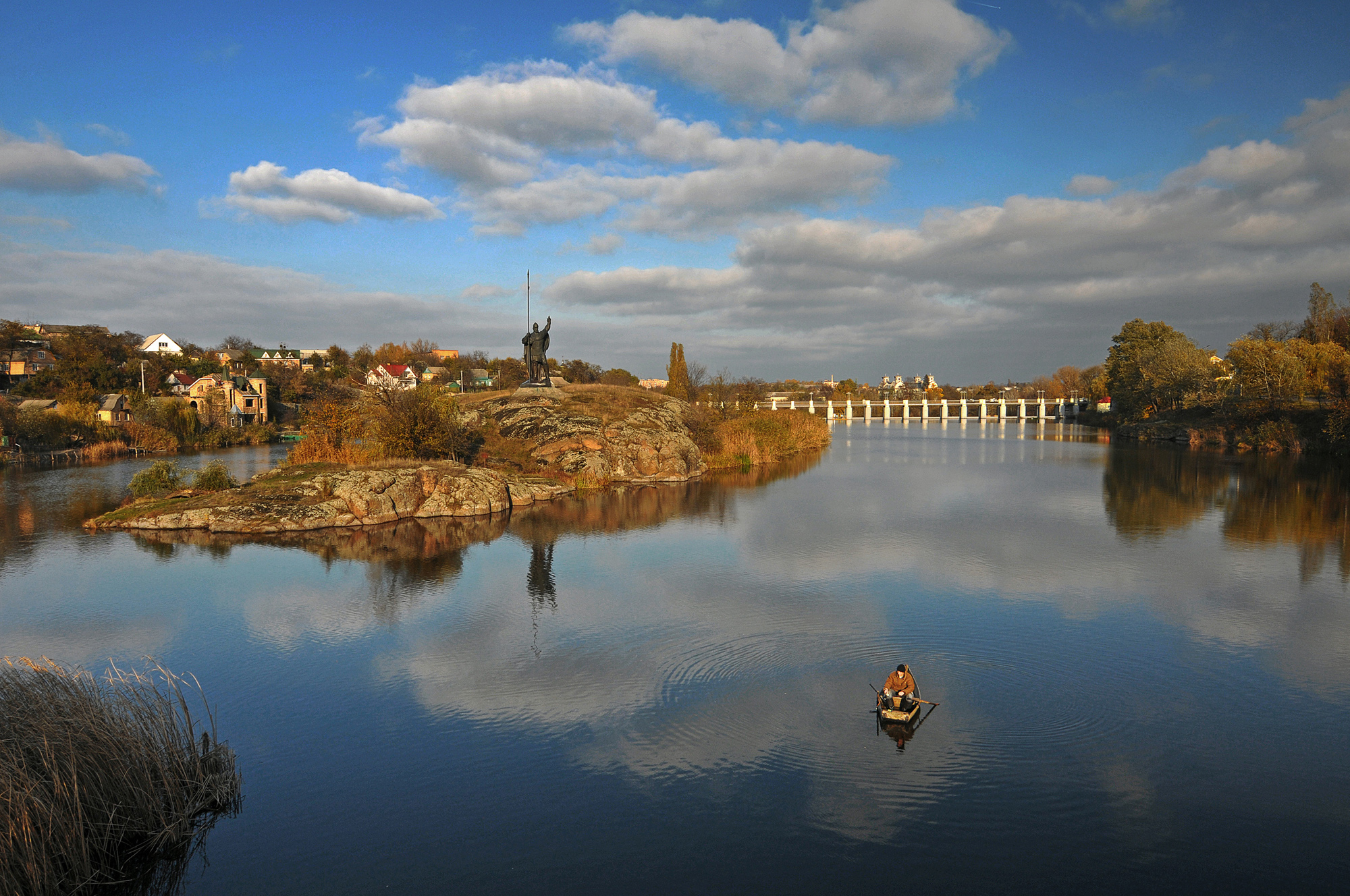
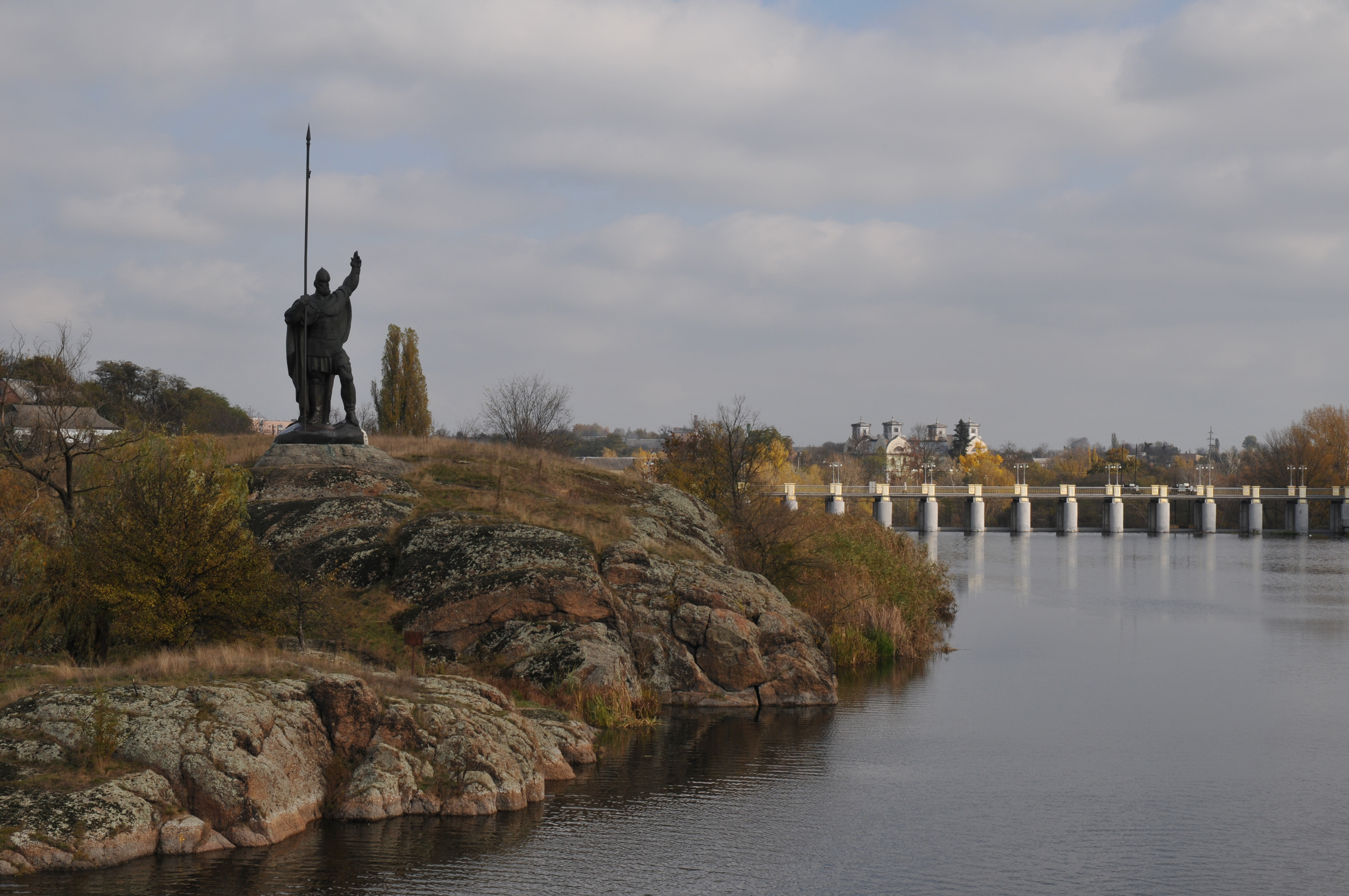
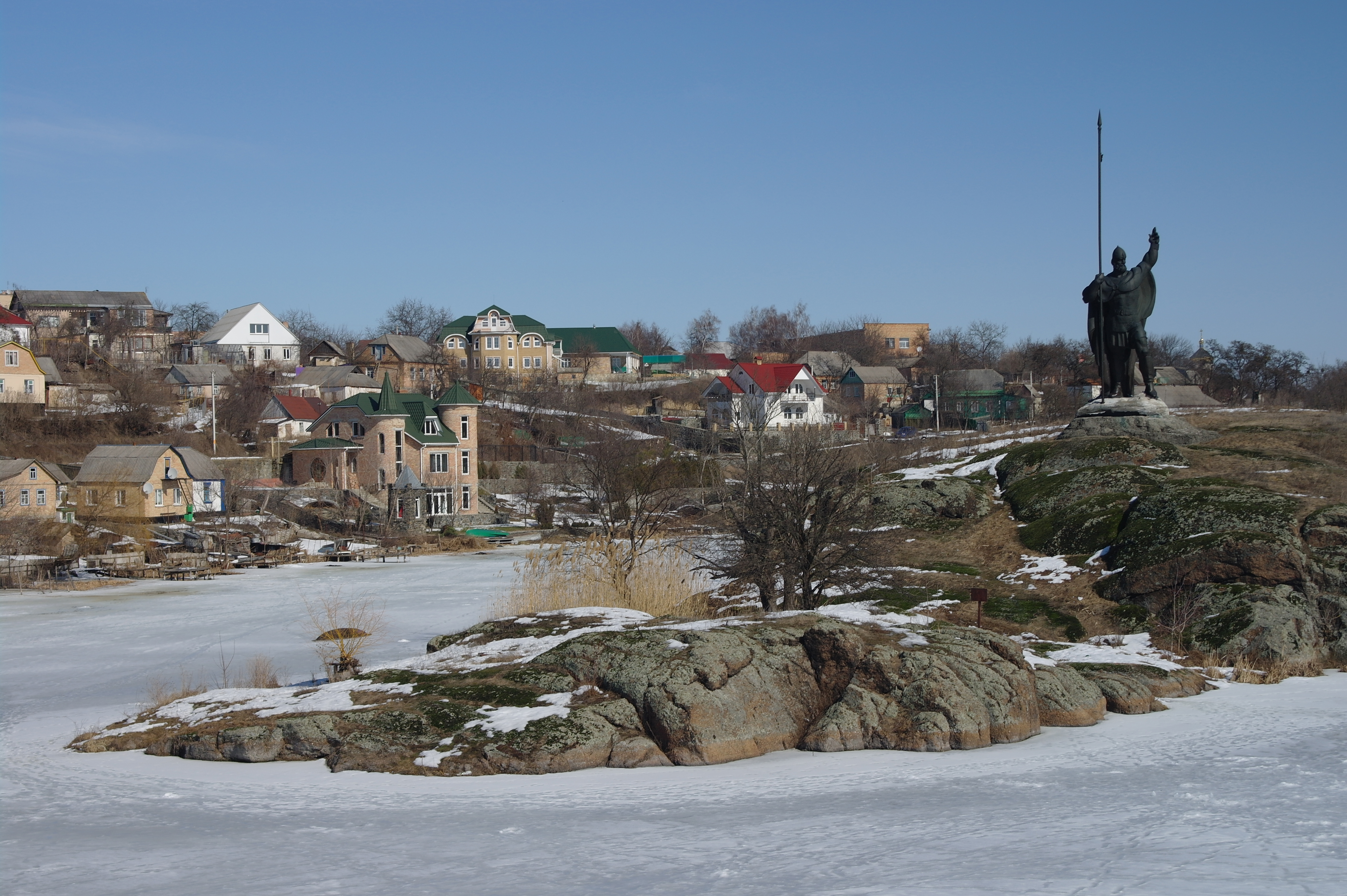